# Olympische Geschichte Liberias
| Gelbes Symbol für Goldmedaillen mit stilisierten Olympischen Ringen | Graues Symbol für Silbermedaillen mit stilisierten Olympischen Ringen | Braundes Symbol für Bronzemedaillen mit stilisierten Olympischen Ringen |
| ------------------------------------------------------------------- | --------------------------------------------------------------------- | ----------------------------------------------------------------------- |
| —                                                                   | —                                                                     | —                                                                       |

Liberia, dessen NOK, das Liberia National Olympic Committee, 1954 gegründet und 1955 vom IOC anerkannt wurde, nimmt seit 1956 an Olympischen Sommerspielen teil. 1968, 1976, 1980 und 1992 verzichtete man auf eine Teilnahme. An Winterspielen nahm bislang noch kein Sportler des Landes teil. Bislang konnte keine Medaille gewonnen werden.

## Übersicht
Die erste Teilnahme Liberias an Olympischen Spielen fand 1956 in Melbourne statt. Die ersten Olympioniken waren die Sprinter Emmanuele Putu und James Roberts sowie der 800-Meter-Läufer George Johnson, die ihre Wettkämpfe am 23. November 1956 bestritten. Auch 1960 in Rom sowie 1964 in Tokio bestand die Olympiamannschaft nur aus Leichtathleten. Auf eine Teilnahme an den Spielen von Mexiko-Stadt 1968 wurde verzichtet, während in München 1972 wieder Leichtathleten teilnahmen.
Liberia schloss sich dem Boykottaufruf zu den Spielen von Montreal 1976 an. In Moskau 1980 wurde die Delegation nach der Eröffnungsfeier abgezogen. 1984 in Los Angeles nahm mit der Sprinterin Grace Ann Dinkins erstmals eine liberianische Frau an olympischen Wettkämpfen teil. 1988 in Seoul nahmen erstmals Boxer aus Liberia teil. Zu den Spielen von Barcelona 1992 wurde keine Olympiamannschaft entsandt.
Zu den folgenden Sommerspielen ab 1996 wurden ausschließlich Leichtathleten geschickt. Alle blieben, wie schon in den Jahren zuvor, erfolglos. 

## Übersicht der Teilnehmer

### Sommerspiele
| Jahr      | Athleten                                    | Athleten                                    | Athleten                                    | Sportarten                                  | Sportarten                                  | Medaillen                                   | Medaillen                                   | Medaillen                                   | Medaillen                                   | Rang                                        |
| Jahr      | Gesamt                                      |                                             |                                             |                                             |                                             |                                             |                                             |                                             | Medaillen – Gesamt                          | Rang                                        |
| --------- | ------------------------------------------- | ------------------------------------------- | ------------------------------------------- | ------------------------------------------- | ------------------------------------------- | ------------------------------------------- | ------------------------------------------- | ------------------------------------------- | ------------------------------------------- | ------------------------------------------- |
| 1896–1952 | nicht teilgenommen                          | nicht teilgenommen                          | nicht teilgenommen                          | nicht teilgenommen                          | nicht teilgenommen                          | nicht teilgenommen                          | nicht teilgenommen                          | nicht teilgenommen                          | nicht teilgenommen                          | nicht teilgenommen                          |
| 1956      | 4                                           | 4                                           | 0                                           |                                             | 4                                           |                                             |                                             |                                             |                                             |                                             |
| 1960      | 4                                           | 4                                           | 0                                           |                                             | 4                                           |                                             |                                             |                                             |                                             |                                             |
| 1964      | 1                                           | 1                                           | 0                                           |                                             | 1                                           |                                             |                                             |                                             |                                             |                                             |
| 1968      | nicht teilgenommen                          | nicht teilgenommen                          | nicht teilgenommen                          | nicht teilgenommen                          | nicht teilgenommen                          | nicht teilgenommen                          | nicht teilgenommen                          | nicht teilgenommen                          | nicht teilgenommen                          | nicht teilgenommen                          |
| 1972      | 5                                           | 5                                           | 0                                           |                                             | 5                                           |                                             |                                             |                                             |                                             |                                             |
| 1976      | nicht teilgenommen                          | nicht teilgenommen                          | nicht teilgenommen                          | nicht teilgenommen                          | nicht teilgenommen                          | nicht teilgenommen                          | nicht teilgenommen                          | nicht teilgenommen                          | nicht teilgenommen                          | nicht teilgenommen                          |
| 1980      | Abzug der Athleten nach der Eröffnungsfeier | Abzug der Athleten nach der Eröffnungsfeier | Abzug der Athleten nach der Eröffnungsfeier | Abzug der Athleten nach der Eröffnungsfeier | Abzug der Athleten nach der Eröffnungsfeier | Abzug der Athleten nach der Eröffnungsfeier | Abzug der Athleten nach der Eröffnungsfeier | Abzug der Athleten nach der Eröffnungsfeier | Abzug der Athleten nach der Eröffnungsfeier | Abzug der Athleten nach der Eröffnungsfeier |
| 1984      | 7                                           | 6                                           | 1                                           |                                             | 7                                           |                                             |                                             |                                             |                                             |                                             |
| 1988      | 8                                           | 7                                           | 1                                           | 4                                           | 4                                           |                                             |                                             |                                             |                                             |                                             |
| 1992      | nicht teilgenommen                          | nicht teilgenommen                          | nicht teilgenommen                          | nicht teilgenommen                          | nicht teilgenommen                          | nicht teilgenommen                          | nicht teilgenommen                          | nicht teilgenommen                          | nicht teilgenommen                          |                                             |
| 1996      | 5                                           | 4                                           | 1                                           |                                             | 5                                           |                                             |                                             |                                             |                                             |                                             |
| 2000      | 8                                           | 6                                           | 2                                           |                                             | 8                                           |                                             |                                             |                                             |                                             |                                             |
| 2004      | 2                                           | 1                                           | 1                                           |                                             | 2                                           |                                             |                                             |                                             |                                             |                                             |
| 2008      | 3                                           | 2                                           | 1                                           |                                             | 3                                           |                                             |                                             |                                             |                                             |                                             |
| 2012      | 3                                           | 1                                           | 2                                           |                                             | 3                                           |                                             |                                             |                                             |                                             |                                             |
| 2016      | 2                                           | 1                                           | 1                                           |                                             | 2                                           |                                             |                                             |                                             |                                             |                                             |
| 2020      | 3                                           | 2                                           | 1                                           |                                             | 3                                           |                                             |                                             |                                             |                                             |                                             |
| 2024      | 8                                           | 5                                           | 3                                           |                                             | 8                                           |                                             |                                             |                                             |                                             |                                             |
| Gesamt    | Gesamt                                      | Gesamt                                      | Gesamt                                      | Gesamt                                      | Gesamt                                      | 24                                          | 15                                          | 23                                          | 62                                          |                                             |

### Winterspiele
| Jahr      | Athleten           | Athleten           | Athleten           | Sportarten         | Medaillen          | Medaillen          | Medaillen          | Medaillen          | Rang               |
| Jahr      | Gesamt             |                    |                    | Sportarten         |                    |                    |                    | Medaillen – Gesamt | Rang               |
| --------- | ------------------ | ------------------ | ------------------ | ------------------ | ------------------ | ------------------ | ------------------ | ------------------ | ------------------ |
| 1924–2022 | nicht teilgenommen | nicht teilgenommen | nicht teilgenommen | nicht teilgenommen | nicht teilgenommen | nicht teilgenommen | nicht teilgenommen | nicht teilgenommen | nicht teilgenommen |
| Gesamt    | Gesamt             | Gesamt             | Gesamt             | Gesamt             | 0                  | 0                  | 0                  | 0                  | -                  |

## Medaillengewinner

### Goldmedaillen
Bislang (Stand August 2024) keine Medaillengewinner

### Silbermedaillen
Bislang (Stand August 2024) keine Medaillengewinner

### Bronzemedaillen
Bislang (Stand August 2024) keine Medaillengewinner